# Francisco González Bocanegra

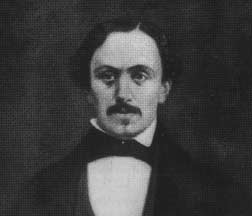
Francisco González Bocanegra

Francisco González Bocanegra (* 8. Januar 1824 in San Luis Potosi; † 11. April 1861 in Mexiko-Stadt) war ein mexikanischer Lyriker und Textdichter der mexikanischen Nationalhymne.

## Leben
González war der Sohn des Spaniers José María González Yáñez und der Mexikanerin Francisca Bocanegra Villalpando. Als 1827 Spanier aus Mexiko ausgewiesen wurden, kam er mit seiner Familie nach Cádiz, von wo die Familie nach zehn Jahren nach Mexiko zurückkehrte. 1846 zog González nach Mexiko-Stadt, wo er seine ersten Gedichte in Zeitschriften wie La Ilustración Mexicana, Presente Amistoso, Diario Oficial und Álbum de señoritas veröffentlichte und Mitglied der Academia de Letrán wurde. Er war Leiter der Zeitschrift Diaro Oficial und gründete 1850 die Escuela Hidalgo.
1853 schrieb er für den vom mexikanischen Präsidenten Antonio López de Santa Anna veranstalteten Wettbewerb zur Komposition einer mexikanischen Nationalhymne das Gedicht Mexicanos, al grito de guerra, das im Folgejahr am 15. September am Vorabend des mexikanischen Nationalfeiertags zur Unabhängigkeit in der Vertonung von Jaime Nunó im Teatro Santa Anna uraufgeführt wurde. Seit 1932 ist Mexicanos, al grito de guerra in gekürzter Form die offizielle Nationalhymne Mexikos.
1856 wurde am Teatro Iturbide González’ Theaterstück Vasco Núñez de Balboa ausgeführt. Von einem weiteren Theaterstück, Faltas y Expiación, vollendete González nur den ersten Akt. Er starb im Alter von 37 Jahren an Tuberkulose und wurde auf dem Panteón de San Fernando begraben, aber später in die Rotonda de las Personas Ilustres auf dem Panteón Civil de Dolores überführt.